# Филёв, Аркадий Александрович
Филёв Аркадий Александрович (2 февраля 1915, Анциферова Курья, Вологодская губерния — 7 ноября 1976, Киров) — русский советский писатель, редактор и педагог. Член Союза писателей СССР.

## Биография
Филёв Аркадий Александрович родился 2 февраля 1915 года в деревне Анциферова Курья Плесовской волости Никольского уезда Вологодской губернии (ныне Подосиновский район Кировской области) в крестьянской семье. Отец погиб на фронте в Первую Мировую войну. Детство будущий писатель провёл в деревне. Учился в Плёсовской начальной школе, затем в Подосиновской семилетней школе.
По направлению райкома комсомола в 1930 году поступил в педагогический техникум в городе Великий Устюг; после его окончания (с 1933 по 1939 годы) работал в школе села Шолга: преподавал историю, обществоведение, русский язык и литературу, географию, рисование и труд.
В 1939 году заочно окончил Вологодский учительский институт и переехал в Подосиновец, где три года работал учителем литературы и заведующим учебной частью в Подосиновской средней школе. Организовал литературный кружок «Голубой абажур», в который входил учащийся школы Владимир Тендряков, в будущем известный советский писатель.
Аркадий Александрович Филёв начал публиковаться в газете «Знамя колхоза» под псевдонимом Аркадий Данский. В 1950—1952 годах в альманахе «Кировская новь» был опубликован его первый роман «Елена Русанова», позднее в переработанном виде роман вышел под названием «Мать-мачеха».
С 1942 по 1951 годы Аркадий Филёв находился на советской и партийной работе в Подосиновском районе: заведующий районным отделом народного образования, заведующий отделом пропаганды и агитации райкома КПСС, работал вторым секретарём Подосиновского райкома партии, председателем райисполкома. В 1951 году — первый секретарь Свечинского райкома партии (Кировская область). В 1952 году переведён на должность директора Кировского книжного издательства.
С 1958 по 1966 годы А. А. Филёв — ответственный секретарь областной писательской организации.
В 1964 году выходит его роман «Солноворот», над которым писатель работал более пяти лет (1958—1963). В 1967 году роман «Солноворот» вышел в издательстве «Советский писатель» тиражом 100 тысяч экземпляров, а через год (1968) роман «Солноворот» был напечатан в роман-газете тиражом 2 млн. 100 экз.
А. Филёв был участником II съезда писателей СССР и делегатом 1 учредительного съезда писателей РСФСР.
Умер А. А. Филёв 7 ноября 1976 года в Кирове. Похоронен по его завещанию в Подосиновце.

## Произведения Аркадия Филёва
- Елена Русанова: Роман. — Киров, 1952.
- В Стирижах: Повесть. — Киров, 1954.
- Свои, талицкие: Роман. — Киров, 1957.
- Мать-мачеха: Роман. — Киров, 1960 (Переработанный, дополненный, расширенный по времени вариант романа «Елена Русанова»).
- Солноворот: Роман. — Киров, 1964.
- Живое — живым: Роман. — Киров, 1968.
- Увалы: Роман. — Горький, 1970.
- Застолье: Роман. — Киров, 1973.
- Демьяново поле: Рассказ. — Горький, 1974.
- Купава: Повесть. — Горький, 1975.
- Горизонты: Повесть. — Киров, 1981.

## Награды
- В 1965 году Аркадий Александрович Филёв за большую литературную и общественную работу был награждён орденом «Знак Почёта».

## Семья
- Сын — Филёв Борис Аркадьевич (1937–1990), журналист, писатель, редактор. Борис Аркадьевич родился в Подосиновце. После института работал по распределению в школе Нововятска, затем в Кирове в газете «Комсомольское племя». Переехал в Москву, работал в журнале «Юность», в издательствах «Современник» и «Малыш». Произведения Бориса Филёва публиковались в журналах «Юность», «Наш современник», «Наука и религия», в сборнике «Вятка» (1963. Рассказ «Тайная вечеря»), в областной периодической печати. В 1965 году в Волго-Вятском книжном издательстве вышла его первая книга «Пороги», в неё вошли повесть «Вольтова дуга» и несколько рассказов. В 1974 году в издательстве «Современник» вышла вторая книга «Вольтова дуга». В том 4 Антологии вятской литературы «Вятский рассказ XX века» вошёл рассказ Б. А. Филёва «Братуха едет!»[2].

## Память
- В 1988 году Подосиновской центральной библиотеке присвоено имя писателя.
- В 1991 году народным художником России Верой Ивановной Ушаковой создан цикл работ, посвященных А. Филёву.
- В 2005 году на доме № 47 по улице Набережной в поселке Подосиновец, где писатель с семьей жил с 1949 по 1952 годы, была открыта мемориальная доска.
- Мемориальная доска установлена на доме № 17 по улице Московской в Кирове, где проживала семья Филёвых.
- Администрацией района и Кировским отделением Союза писателей России была учреждена в 2000 году литературная премия писателя земляка-романиста Аркадия Филёва. Первая литературная премия А. Филёва была вручена в 2001 году писателю Владимиру Арсентьевичу Ситникову за книгу «Бабье лето в декабре»[3].

## Цитата
А. Филёв — способный портретист. Иногда двумя, тремя характерными чертами он создает запоминающийся конкретный образ, у которого всё своё: лицо, фигура. Голос, походка: какие-нибудь мелкие детали, свойственные только ему. И уже трудно спутать его с кем-либо из других героев книги. Каждый литературный персонаж, даже эпизодический представляется зримо.— В. Заболотский, редактор Волго-Вятского книжного издательства